# 巨人ゴーレム (1920年の映画)

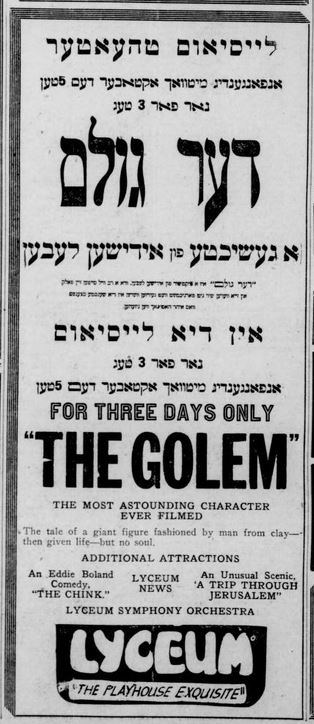
ミネソタのDuluth Herald紙に載った新聞広告(1921)。上段はイディッシュ語

巨人ゴーレム（きょじんゴーレム、独: Der Golem, wie er in die Welt kam)は、1920年公開の無声ホラー映画。ドイツ表現主義の初期の作品である。タイトルロールの怪物ゴーレムを演じたパウル・ヴェゲナーが監督も務めた（共同監督はカール・ベーゼ）。撮影は後に渡米し、ユニバーサル・ホラーで活躍したカール・フロイント。
ヴェゲナーがゴーレムを演じるのはこれが3度目となる（いずれも監督）。1本目は1915年の『ゴーレム』。2本目は1917年の『Der Golem und die Tänzerin（ゴーレムと踊り子）』で、これはホラーでなく短編喜劇。ヴェゲナーは本物のゴーレムではなく、惚れた女を怖がらせるためにゴーレムの化粧をする男を演じた。
ヴェゲナーは1915年版の話の運びに不満を持っていた。制作の都合で妥協したからである。そんな折、『プラーグの大学生』の撮影中に、プラハで語り継がれていたゴーレム伝説を聞くことができ、それをそのまま描こうと考えた。そして完成したのがこの映画である。
本作は1915年版の前日譚にあたる。3本のゴーレム映画の中で唯一現存する映画でもある。
この映画は後の幻想映画、とくに『フランケンシュタイン』（1931年）、日本の『大魔神』（1966年）に大きな影響を与えた。

## あらすじ
中世のプラハ。ユダヤ人ゲットーで長老のラビ・レーフは星占いにより、まもなく町にふりかかる災難を予知する。
その予知は不幸にも現実のものとなる。皇帝がゲットーからユダヤ人を追放することに決め、騎士フロリアンを使者として派遣したのだ。
ラビ・レーフは民衆を守るため、巨大な泥人形ゴーレムを作り、生命を吹き込む。ラビ・レーフはゴーレムを宮廷に連れていく。ゴーレムの力を目の当たりにした皇帝は考えを改め、命令を取り消す。
しかし、ラビの助手がゴーレムを悪用。ゴーレムが暴走する。
ゴーレムは町外れで純真無垢な幼い少女と出会う。ゴーレムは暴れることをやめ、少女を抱きあげる。少女は邪心なく、ゴーレムの胸にあったダビデの星を抜き取る。その瞬間、ゴーレムは元の泥人形に戻ってしまう。

## キャスト
- ラビ・レーフ - アルベルト・シュタインリュック
- ゴーレム - パウル・ヴェゲナー（英語版）
- ミリアム - リディア・サルモノワ
- ラビの助手 - エルンスト・ドイッチュ
- 騎士フロリアン - ローター・ミューテル
- 皇帝ルホイス - オットー・ゲビュール （英語版）
- ラビ・ジェヒュダ - ハンス・スツルム
- 従者 - マックス・クロネルト
- バラを持った娘 - グレタ・シュレーダー
- 少女 - ロニ・ネスト
- 道化師 - フリッツ・フェルド（英語版）

## 評価
公開時の評価は好評であった。翌1921年のアメリカ公開でも、ニューヨーク・タイムズ紙は「非凡な演技」「表現に富む舞台装置」と賞賛し、美術面においてはもう一つのドイツ表現主義映画、ロベルト・ヴィーネ監督の『カリガリ博士』（1920年）と比較された。

### 引用
- Kevin Hagopian. “Film Notes: The Golem”.   New York State Writers' Institute. 2006年7月23日閲覧。
- Matei Chihaia: Der Golem-Effekt. Orientierung und phantastische Immersion im Zeitalter des Kinos, transcript, Bielefeld 2011 ISBN 978-3-8376-1714-6
- Hardy, Phil, ed. (1995), The Overlook Film Encyclopedia, 3, Overlook Press, ISBN 978-0-87951-624-6